# Lương Văn Thức
Lương Văn Thức (sinh ngày 14 tháng 8 năm 1966) là kiểm sát viên cao cấp người dân tộc Dao ở Việt Nam. Ông hiện giữ chức vụ Viện trưởng Viện kiểm sát nhân dân tỉnh Yên Bái.

## Xuất thân và giáo dục
Lương Văn Thức sinh ngày 14 tháng 8 năm 1966.
Ông có quê quán tại xã Tân Hương, huyện Yên Bình, tỉnh Yên Bái.
Lương Văn Thức có bằng Thạc sĩ Luật, cao cấp lí luận chính trị.

## Sự nghiệp
Lương Văn Thức là Đảng viên Đảng Cộng sản Việt Nam.
Năm 2011, Lương Văn Thức là Phó Viện trưởng Viện Kiểm sát nhân dân tỉnh Yên Bái, Phó trưởng ban Ban Pháp chế, Hội đồng nhân dân tỉnh Yên Bái, khóa 17 nhiệm kì 2011-2016.
Ngày 27 tháng 4 năm 2012, Lương Văn Thức được Phó Viện trưởng Viện kiểm sát nhân dân tối cao Việt Nam Lê Hữu Thể trao quyết định của Viện trưởng Viện kiểm sát nhân dân tối cao Việt Nam bổ nhiệm giữ chức vụ Viện trưởng Viện kiểm sát nhân dân tỉnh Yên Bái kể từ ngày 01/5/2012 thay cho Nguyễn Văn Khang nghỉ chế độ.
Chiều ngày 30 tháng 9 năm 2015, tại Hội nghị lần thứ Nhất Ban Chấp hành Đảng bộ tỉnh Yên Bái khoá 18 nhiệm kỳ 2015 - 2020, Lương Văn Thức được bầu vào Ban Chấp hành Đảng bộ tỉnh Yên Bái khóa 18 nhiệm kỳ 2015 – 2020.
Ngày 3 tháng 4 năm 2016, Lương Văn Thức được bổ nhiệm chức danh kiểm sát viên cao cấp.
Năm 2017, Lương Văn Thức là Tỉnh ủy viên, Bí thư Ban cán sự, Viện trưởng VKSND tỉnh Yên Bái.